# Prise de Malines (1794)
Ne doit pas être confondu avec Prise de Malines (1792).
Guerre de la première coalition
Batailles
La prise de Malines ou combat de Malines est un épisode de la Première Coalition, victorieux pour les troupes françaises de l'armée du Nord qui s'emparent de la ville le 27 messidor an II (15 juillet 1794).

## Préambule
Après la prise de la ville par les troupes françaises en 1792, Malines retourna sans combat dans les mains de l'Empereur du Saint-Empire romain germanique au printemps suivant.
La position de  la ville changea un an après, lorsque les batailles de Hondschoote et de Fleurus eurent changé la face des affaires.

## Le combat
L'armée du Nord passe le 15 juillet 1794, le canal de Welvorden, se dirige sur
Malines, et campe devant cette ville à Hourbecke.
Le 15 elle attaqua les armées anglaise et hollandaise, retranchées derrière le canal de Louvain à Malines, qui occupaient cette dernière place ainsi que le terrain compris entre ce canal et la Dyle. 
L'action fut très-vive, mais l'audace des
soldats français déconcerta les ennemis et occasionna leur déroute.

Impatients des préparatifs que l'on faisait pour traverser le canal, la plupart passèrent à la nage et repoussèrent l'ennemi. L'armée les suivit dès que le pont fut établi, et l'on arriva à Malines par la porte de Louvain, qui se trouva obstruée par un énorme tas de fumier; les soldats escaladèrent avec des échelles les remparts, débloquèrent la porte, et y entrèrent au même instant que les ennemis évacuaient cette ville par la chaussée d'Anvers.

## Bilan
Il y eut quelques prisonniers et peu de morts, mais le général Proteau y perdit la vie.